# Scenocharops flavipetiolus
Scenocharops flavipetiolus är en stekelart som först beskrevs av Jinhaku Sonan 1929.  Scenocharops flavipetiolus ingår i släktet Scenocharops och familjen brokparasitsteklar. Utöver nominatformen finns också underarten S. f. philippinensis.